# أليسيو كرانيو
أليسيو كرانيو (بالإيطالية: Alessio Cragno) (28 يونيو 1994 فيسولي إيطاليا - ) هو لاعب كرة قدم إيطالي، يلعب كحارس مرمى.

## روابط خارجية
- أليسيو كرانيو على موقع الاتحاد الدولي (مؤرشف)  (الإنجليزية)
- أليسيو كرانيو على موقع الاتحاد الأوربي (الإنجليزية)
- أليسيو كرانيو على موقع إي إس بي إن إف سي (الإنجليزية)
- أليسيو كرانيو على موقع قاعدة بيانات كرة القدم.إي يو (الإنجليزية)
- أليسيو كرانيو على موقع ليكيب (الفرنسية)
- أليسيو كرانيو على موقع ناشيونال فوتبول تيمز (الإنجليزية)
- أليسيو كرانيو على موقع Soccerbase.com (لاعب) (الإنجليزية)
- أليسيو كرانيو على موقع Soccerway.com (الإنجليزية)
- أليسيو كرانيو على موقع عالم كرة القدم.نت (الإنجليزية)
- أليسيو كرانيو على موقع AS.com (الإسبانية)